# Síugrás a 2024. évi téli ifjúsági olimpiai játékokon
A 2024. évi téli ifjúsági olimpiai játékokon a síugrás versenyszámait január 18. és 21. között rendezték a phjongcshangi Alpensia Ski Jumping Centre síugrósáncán.

## A versenyszámok időrendje
A síugró versenyek hivatalosan 2 versenynapból álltak. A versenyszámok eseményei helyi idő szerint (UTC+09:00), zárójelben magyar idő szerint (UTC+01:00) olvashatóak:
| január 18., csütörtök                                         | január 19., péntek                                            | január 20., szombat                                                 | január 21., vasárnap                                        |
| ------------------------------------------------------------- | ------------------------------------------------------------- | ------------------------------------------------------------------- | ----------------------------------------------------------- |
|                                                               | 10:00-11:30 (02:00-03:30) Hivatalos edzés (Lány)              | 10:00-10:35 (02:00-02:35) Bemelegítő ugrás (Lány egyéni normálsánc) |                                                             |
| 11:00-11:45 (03:00-03:45) 1. forduló (Lány egyéni normálsánc) | 10:00-11:30 (02:00-03:30) Hivatalos edzés (Lány)              |                                                                     |                                                             |
|                                                               | 11:50-12:35 (03:50-04:45) 2. forduló (Lány egyéni normálsánc) | 12:30-13:05 (04:30-05:05) Bemelegítő ugrás (Vegyes csapatverseny)   |                                                             |
| 13:00-14:30 (05:00-06:30) Hivatalos edzés (Lány)              | 13:00-14:45 (05:00-06:45) Hivatalos edzés (Fiú)               | 13:30-14:05 (05:30-06:05) Bemelegítő ugrás (Fiú egyéni normálsánc)  | 13:20-14:20 (05:20-06:20) 1. forduló (Vegyes csapatverseny) |
| 13:00-14:30 (05:00-06:30) Hivatalos edzés (Lány)              | 13:00-14:45 (05:00-06:45) Hivatalos edzés (Fiú)               | 14:39-15:24 (06:39-07:24) 1. forduló (Fiú egyéni normálsánc)        | 14:20-15:20 (06:20-07:20) 2. forduló (Vegyes csapatverseny) |
| 15:15-17:00 (07:15-09:00) Hivatalos edzés (Fiú)               |                                                               | 15:29-16:14 (07:29-08:14) 2. forduló (Fiú)                          |                                                             |

## A versenyen részt vevő nemzetek
A versenyen 21 nemzet 72 sportolója – 39 fiú és 33 lány – vett részt, az alábbi megbontásban:
| Részt vevő nemzetek fiú / lány megbontásban | Részt vevő nemzetek fiú / lány megbontásban | Részt vevő nemzetek fiú / lány megbontásban | Részt vevő nemzetek fiú / lány megbontásban | Részt vevő nemzetek fiú / lány megbontásban | Részt vevő nemzetek fiú / lány megbontásban | Részt vevő nemzetek fiú / lány megbontásban | Részt vevő nemzetek fiú / lány megbontásban | Részt vevő nemzetek fiú / lány megbontásban |
| ------------------------------------------- | ------------------------------------------- | ------------------------------------------- | ------------------------------------------- | ------------------------------------------- | ------------------------------------------- | ------------------------------------------- | ------------------------------------------- | ------------------------------------------- |
| nemzet                                      | F                                           | L                                           | nemzet                                      | F                                           | L                                           | nemzet                                      | F                                           | L                                           |
| Ausztria                                    | 2                                           | 2                                           | Grúzia                                      | 1                                           | 1                                           | Norvégia                                    | 2                                           | 2                                           |
| Csehország                                  | 2                                           | 2                                           | Japán                                       | 2                                           | 2                                           | Olaszország                                 | 2                                           | 2                                           |
| Dél-Korea                                   | 2                                           | 0                                           | Kanada                                      | 1                                           | 0                                           | Románia                                     | 2                                           | 2                                           |
| Egyesült Államok                            | 2                                           | 2                                           | Kazahsztán                                  | 2                                           | 2                                           | Svájc                                       | 2                                           | 1                                           |
| Észtország                                  | 1                                           | 0                                           | Kína                                        | 2                                           | 2                                           | Szlovákia                                   | 2                                           | 1                                           |
| Finnország                                  | 2                                           | 2                                           | Lengyelország                               | 2                                           | 2                                           | Szlovénia                                   | 2                                           | 2                                           |
| Franciaország                               | 2                                           | 2                                           | Németország                                 | 2                                           | 2                                           | Ukrajna                                     | 2                                           | 2                                           |

F = fiú, L = lány

## Eredmények

### Éremtáblázat
(A táblázatokban az egyes számoszlopok legmagasabb értéke, vagy értékei vastagítással kiemelve.)
| A 2024. évi téli ifjúsági olimpiai játékok éremtáblázata síugrásban | A 2024. évi téli ifjúsági olimpiai játékok éremtáblázata síugrásban | A 2024. évi téli ifjúsági olimpiai játékok éremtáblázata síugrásban | A 2024. évi téli ifjúsági olimpiai játékok éremtáblázata síugrásban | A 2024. évi téli ifjúsági olimpiai játékok éremtáblázata síugrásban | Olimpia  |
| ------------------------------------------------------------------- | ------------------------------------------------------------------- | ------------------------------------------------------------------- | ------------------------------------------------------------------- | ------------------------------------------------------------------- | -------- |
|                                                                     | Ország                                                              | Arany                                                               | Ezüst                                                               | Bronz                                                               | Összesen |
| 1.                                                                  | Szlovénia (SLO)                                                     | 2                                                                   | 0                                                                   | 0                                                                   | 2        |
| 2.                                                                  | Kazahsztán (KAZ)                                                    | 1                                                                   | 0                                                                   | 0                                                                   | 1        |
|                                                                     |                                                                     |                                                                     |                                                                     |                                                                     |          |
| 3.                                                                  | Ausztria (AUT)                                                      | 0                                                                   | 1                                                                   | 1                                                                   | 2        |
| 3.                                                                  | Norvégia (NOR)                                                      | 0                                                                   | 1                                                                   | 1                                                                   | 2        |
| 5.                                                                  | Egyesült Államok (USA)                                              | 0                                                                   | 1                                                                   | 0                                                                   | 1        |
|                                                                     |                                                                     |                                                                     |                                                                     |                                                                     |          |
| 6.                                                                  | Lengyelország (POL)                                                 | 0                                                                   | 0                                                                   | 1                                                                   | 1        |
|                                                                     |                                                                     |                                                                     |                                                                     |                                                                     |          |
| Összesen                                                            | Összesen                                                            | 3                                                                   | 3                                                                   | 3                                                                   | 9        |

### Éremszerzők
| A 2024. évi téli ifjúsági olimpiai játékok érmesei síugrásban |                                                                            |       | |       |                                                                            |       |
| Versenyszám                                                   | Arany                                                                      | Arany | Ezüst                                                                                               | Ezüst | Bronz                                                                      | Bronz |
| Fiú egyéni, normálsánc                                        | Ilya Mizernykh · Kazahsztán (KAZ)                                          | 214,0 | Niki Humml · Ausztria (AUT)                                                                         | 210,7 | Łukasz Łukaszczyk · Lengyelország (POL)                                    | 209,7 |
| Lány egyéni, normálsánc                                       | Taja Bodlaj · Szlovénia (SLO)                                              | 215,7 | Josie Johnson · Egyesült Államok (USA)                                                              | 207,2 | Ingvild Synnøve Midtskogen · Norvégia (NOR)                                | 204,7 |
| Vegyes csapatverseny                                          | Szlovénia (SLO) · Ajda Košnjek · Urban Šimnic · Taja Bodlaj · Enej Faletič | 893,7 | Norvégia (NOR) · Kjersti Græsli · Oddvar Gunnerød · Ingvild Synnøve Midtskogen · Mats Strandbraaten | 818,3 | Ausztria (AUT) · Sara Pokorny · Niki Humml · Meghann Wadsak · Lukas Haagen | 775,0 |